# Sư tử Nam Phi
Sư tử Transvaal hay Sư tử Đông Nam châu Phi (Panthera leo krugeri), là một phân loài sư tử sinh sống ở nam châu Phi, bao gồm cả vườn quốc gia Kruger và vùng Kalahari. Nó được đặt tên theo khu vực Transvaal ở Nam Phi.